# Gaetano Latilla
Gaetano Donato Giuseppe Domenico Latilla o Attila, L'Attila, La Tilla (Bari, 12 gennaio 1711 – Napoli, 15 gennaio 1788) è stato un compositore italiano.

## Biografia
Da bambino fu cantore nel coro delle voci bianche della Cattedrale di San Sabino di Bari. Nel marzo 1726 si recò a Napoli per studiare musica al Conservatorio di Sant'Onofrio a Porta Capuana, dove fu allievo di Ignazio Prota e Francesco Feo.
Nella primavera del 1732 debuttò come operista al Teatro dei Fiorentini di Napoli con l'opera buffa Li mariti a forza. Nello stesso teatro seguirono le rappresentazioni di altri suoi lavori: L'Ottavio nell'inverno del 1733, Gl'ingannati nel 1734 e Angelica ed Orlando nell'autunno del 1735.
Tutte queste opere gli fruttarono numerosi consensi, tant'è che nel 1738 si diresse alla volta di Roma per mettere in scena al Teatro Argentina Polipodio e Rucchetta e al Teatro Valle L'Orazio. Fu a Venezia durante il Carnevale per dare al Teatro San Giovanni Grisostomo il dramma Demofoonte. Sempre nello stesso anno tornò a Roma per rappresentare al Teatro Valle La finta cameriera, il lavoro operistico più noto di Latilla.
Dal 1º dicembre 1738 fu operativo come vice maestro di cappella presso la Basilica di Santa Maria Maggiore. In questo periodo produsse altri lavori teatrali, che furono molto acclamati: Romolo, Siroe e Olimpia nell'isola di Ebuda. Nel 1741, a causa di problemi di salute, dovette lasciare Roma per tornare nella città partenopea.
Nel 1753 fu nuovamente in viaggio per Venezia, dove il 14 dicembre diventò maestro del coro dell'Ospedale della Pietà (mantenne questa posizione fino al 14 marzo 1766). Nel 1762 diventò vice maestro di cappella della Basilica di San Marco accanto a Baldassarre Galuppi. Nel 1766 abbandonò tutti gli impieghi che aveva presso la città lagunare e fece ritorno a Napoli. Dopo un altro viaggio a Venezia nel 1774, si stabilì definitivamente a Napoli fino alla morte.

## Considerazioni sull'artista
Oltre ad essere stato un acclamato operista, scrisse un discreto numero di lavori sacri, per lo più composti durante la sua permanenza all'Ospedale della Pietà.
Fu inoltre maestro di alcuni futuri famosi compositori della scuola napoletana, come Antonio Sacchini e Niccolò Piccinni, il quale era suo nipote.

## Lavori

### Opere
Sono note 49 opere di Latilla; la data e la città si riferiscono alla prima rappresentazione.
- Li mariti a forza (opera buffa, libretto di Bernardo Saddumene, 1732, Napoli)
- L'Ottavio (commedia per musica, libretto di Gennaro Antonio Federico, 1733, Napoli)
- Gl'ingannati (commedia per musica, libretto di Gennaro Antonio Federico, 1734, Napoli)
- Angelica ed Orlando (commedia per musica, libretto di Francesco Antonio Tullio, 1735, Napoli)
- Lo sposo senza moglie (I due supposti conti) (libretto di Carlo di Palma, commedia per musica, 1736, Napoli)[1]
- Gismondo (commedia per musica, libretto di Gennaro Antonio Federico, 1737, Napoli), come La finta cameriera (libretto di Giovanni Gualtiero Barlocci, 1738, Roma)
- Temistocle (dramma per musica, libretto di Pietro Metastasio, 1737, Roma)
- Demofoonte (dramma per musica, libretto di Pietro Metastasio, 1738, Venezia)
- Madama Ciana (commedia per musica, libretto di Giovanni Gualtiero Barlocci, 1738, Roma e come Gli artigiani arricchiti, 1753, Académie Royale de Musique di Parigi)
- Polipodio e Rocchetta (intermezzo, 1738, Roma)
- Romolo (dramma per musica, 1739, Roma)
- Siroe (dramma per musica, libretto di Pietro Metastasio, 1740, Roma)
- Alceste in Ebuda (dramma per musica, libretto di Andrea Trabucco, 1741, Napoli)
- La vendetta generosa (commedia per musica, 1742, Napoli)
- Zenobia (dramma per musica, libretto di Pietro Metastasio, 1742, Teatro Regio di Torino) diretta da Giovanni Battista Somis
- La gara per la gloria (divertimento teatrale, libretto di Bartolomeo Vitturi, 1744, Venezia)
- Amare e fingere (commedia per musica, 1745, Napoli)
- Il concerto (commedia per musica, libretto di Pietro Trinchera, 1746, Napoli)
- Adriano in Siria (dramma per musica, libretto di Pietro Metastasio, 1747, Teatro San Carlo di Napoli con Vittoria Tesi e Gaetano Majorano)
- Catone in Utica (dramma per musica, libretto di Pietro Metastasio, 1747, Roma)
- Ciascheduno ha il suo negozio (commedia per musica, 1747, Madrid)
- Il barone di Vignalomba (commedia per musica, libretto di Antonio Palomba, 1747, Napoli)
- Il vecchio amante (La commedia in commedia) (opera buffa, Giovanni Gualtiero Barlocci, 1747, Torino)
- La Celia (commedia pr musica, libretto di Antonio Palomba, 1749, Napoli)
- Amore in Tarantola (commedia per musica, libretto di Abate Vaccina, 1750, Venezia)
- Il gioco de' matti (commedia per musica, libretto di Antonio Palomba, 1750, Napoli)
- L'astuzia felice (commedia per musica, libretto di Carlo Goldoni, 1750, Torino)
- Gl'imperatori (dramma per musica, 1751, Venezia)
- Griselda (dramma per musica, libretto di Apostolo Zeno, 1751, Venezia)
- La pastorella al soglio, libretto di G.C. Pagani (dramma per musica, 1751, Teatro San Moisè di Venezia)
- L'amore artigiano (melodramma giocoso, libretto di Carlo Goldoni, carnevale 1760, Venezia)